# بونیتو (باهیا)
بونیتو (به پرتغالی: Bonito) یک منطقهٔ مسکونی در برزیل است که در باهیا واقع شده‌است. بونیتو ۱۶٬۸۸۴ نفر جمعیت دارد.